# Santé Diabète
Santé Diabète est une organisation non gouvernementale (ONG) française dont le siège est basé à Grenoble (France) et qui travaille sur le renforcement des systèmes de santé pour améliorer la prévention et la prise en charge du diabète en Afrique.

## Historique
L'ONG Santé Diabète a été créée en 2001, sous le nom Santé Diabète Mali, par Stéphane Besançon, actuel directeur général de l’organisation.
Santé Diabète a été créée à la suite d'un travail de recherche réalisé au Mali sur le fonio (céréale présente en Afrique de l’Ouest) et le diabète avec le Centre international de recherche agronomique pour le développement (CIRAD), qui a permis à Stéphane Besançon de prendre conscience de l'épidémie que représente le diabète sur le continent africain, le manque d’accès aux soins pour les personnes atteintes de diabète en Afrique et surtout l’absence de prise en compte de cette problématique par les acteurs du développement (bailleurs de fonds, Organisations des Nations Unies, ONG).

## Action
Santé Diabète met l'accent sur le renforcement des systèmes de santé pour améliorer la prévention et la prise en charge du diabète, par le développement de projets de terrain à long terme, la mise en place de projets de recherche et des expertises dans différents pays d'Afrique,. Cela se concrétise en pratique par le développement de six axes,, :
1. investissement dans la prévention primaire pour réduire le poids humain et économique de la progression de la maladie[10] ;
2. investissement dans la décentralisation des soins pour garantir l’accessibilité géographique des populations à une prise en charge de qualité[11],[12] ;
3. investissement dans la prévention secondaire et tertiaire “éducation thérapeutique” pour réduire le fardeau des complications dues au diabète[13] ;
4. investissement dans la réduction des coûts de prise en charge pour l’accessibilité géographique des populations à une prise en charge de qualité[14],[15] ;
5. investissement dans une approche intégrée incluant une participation active des patients et de leurs familles à travers leurs associations en promouvant les mécanismes d’auto gestion et de plaidoyer leur permettant ainsi la défense de leurs droits[16] ;
6. investissement dans la recherche – action pour développer des approches innovantes[17].

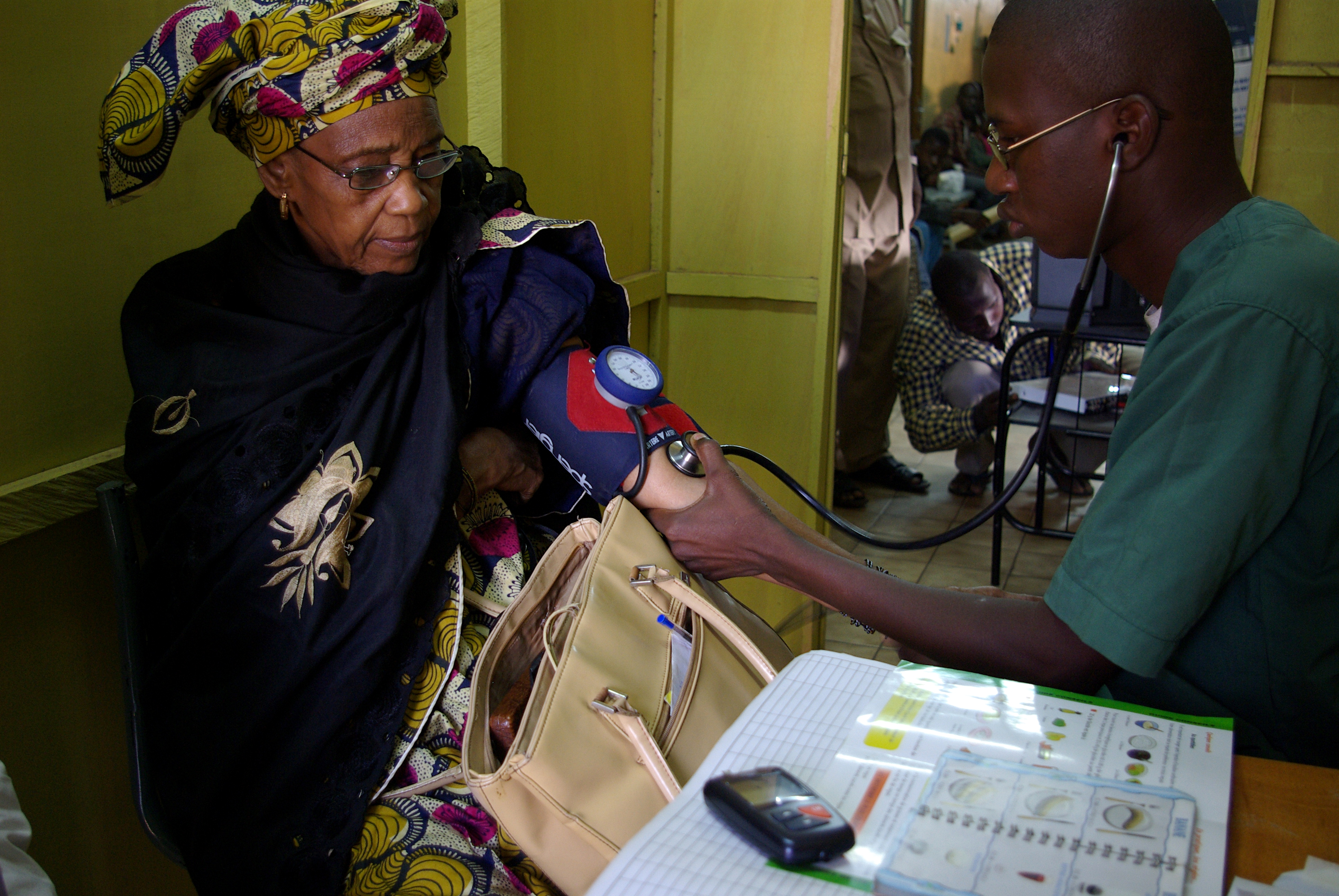
Prise en charge d'une personne diabétique au Mali

Cette approche est développée sur le terrain avec l’ensemble des partenaires institutionnels (autorités politiques, autorités administratives et collectivités comme la région de Tombouctou ou de Kayes au Mali. Ce positionnement, en assistance technique pour appuyer les politiques de prévention et de prise en charge du diabète mises en œuvre par les États, propose des interventions pour obtenir des solutions à long terme. En parallèle à ces interventions de terrain, l’ONG Santé Diabète appuie ou a appuyé des gouvernements, comme l'Union des Comores ou la Guinée, dans le développement ou la mise en œuvre de leur politique de lutte contre le diabète.
Depuis 2011, l’ONG Santé Diabète s'est également investie en France dans le développement de projets d’éducation au développement et à la solidarité internationale, mais également en apportant les expertises acquises sur le terrain pour apporter de nouvelles compétences dans le système de santé français en partenariat avec différents acteurs de ce système.

## Zones d'interventions
Santé Diabète développe des projets de terrain au Mali, au Burkina Faso, au Sénégal et dans l'Union des Comores.
Des recherches et actions universitaires existent aussi au Bénin et en Guinée.
Le siège en France développe des actions d’éducation au développement (EAD), des collaborations avec les organismes français de santé (Centres Hospitaliers Universitaires, Institut de Formation Infirmier...) et enfin travaille sur les questions de droit au séjour pour raison médicale (Aide médicale d'état) en France pour les personnes atteintes de diabète,,,.

## Engagements internationaux
Santé Diabète est engagée, depuis plusieurs années, dans de très nombreux sommets internationaux pour porter la voix des patients diabétiques africains. Ainsi, elle a été un des acteurs de la "Déclaration de Brazzaville sur la prévention et le contrôle des Maladies Non Transmissibles (MNT) dans la région Africaine de l'OMS",. Cette déclaration a été adoptée lors de la consultation ministérielle africaine sur les MNT. Cette réunion des ministres de la Santé de la région africaine était préparatoire à la conférence mondiale ministérielle sur les MNT les 28 au 29 avril 2011 à Moscou (Russie) et au sommet des chefs d'état et de gouvernement sur la prévention et la lutte contre les MNT, en septembre 2011 à New York, durant l'Assemblée Générale des Nations unies.

Elle a aussi été une des 25 structures mondiales qui ont participé à Copenhague au « Expert meeting on indigenous peoples, diabetes and development » et qui ont finalisé l'appel à l'action internationale : « Copenhagen Call To Action on Diabetes amongst Indigenous People ».
Le 1er juin 2015, le Directeur Général de l'ONG Santé Diabète a été reçu par la présidence de la République Française au Palais de l'Élysée pour porter le plaidoyer sur la problématique du diabète en Afrique au plus haut niveau de l'État français.

## Publication et conférences

### Livres
- Stéphane Besançon et Kaushik Ramaiya. Diabète Afrique. Édition ONG Santé Diabète, 2010, 80 pages.

### Publications
- Betz Brown J, Ramaiya K, Besançon S, Rheeder P, Mapa Tassou C, Mbanya J.C, Kissimova-Skarbek K, Wangechi Njenga E, Wangui Muchemi E, Kiambuthi Wanjiru H, Schneide E. Use of Medical Services and Medicines Attributable to Diabetes in Sub-Saharan Africa, Plos One, Septembre 2014
- Besançon S, Beran D, Bouenizabila E. Accès à l'insuline dans les pays en voie de développement: une problématique complexe. Médecine des Maladies Métaboliques, Avril 2014
- Besançon S, Sidibé A, Traoré B, Amadou D, Djeugoue P, Coulon AL, Halimi S. Injecter de l’aide dans une région oubliée. Diabetes Voice, Volume 59, Mars 2014
- Besançon S, Sidibé A. Le diabète : un enjeu de santé publique au Mali. Soins, N°781, Décembre 2013
- Besançon S. Afrique et diabète: La fin d'un paradoxe. Diabète et Obésité, Volume 8, N° 72, Octobre 2013
- Besançon S, Sidibé A.T. La société civile face à l'urgence du diabète au Mali. Diabetes Voice, Volume 57, Juillet 2012
- Delisle H, Besançon S, Mbanya JC, Dushimimana A, Kapur A, Leitzmann C, Makoutodé M, Stover PJ. Empowering our profession in Africa. World Nutrition May 2012, 3, 6, 269-284
- Drabo J, Sidibé A, Halimi S, Besançon S. Une approche multipartenaire du développement de l'excellence dans la formation à la gestion du diabète dans quatre pays africains. Diabetes Voice, Volume 56, Juin 2011
- Debussche X, Balcou-Debussche M, Besançon S, Sidibé AT.Challenges to diabetes self-management in developing countries. Volume 54, Special Issue World diabetes congress, October 2009

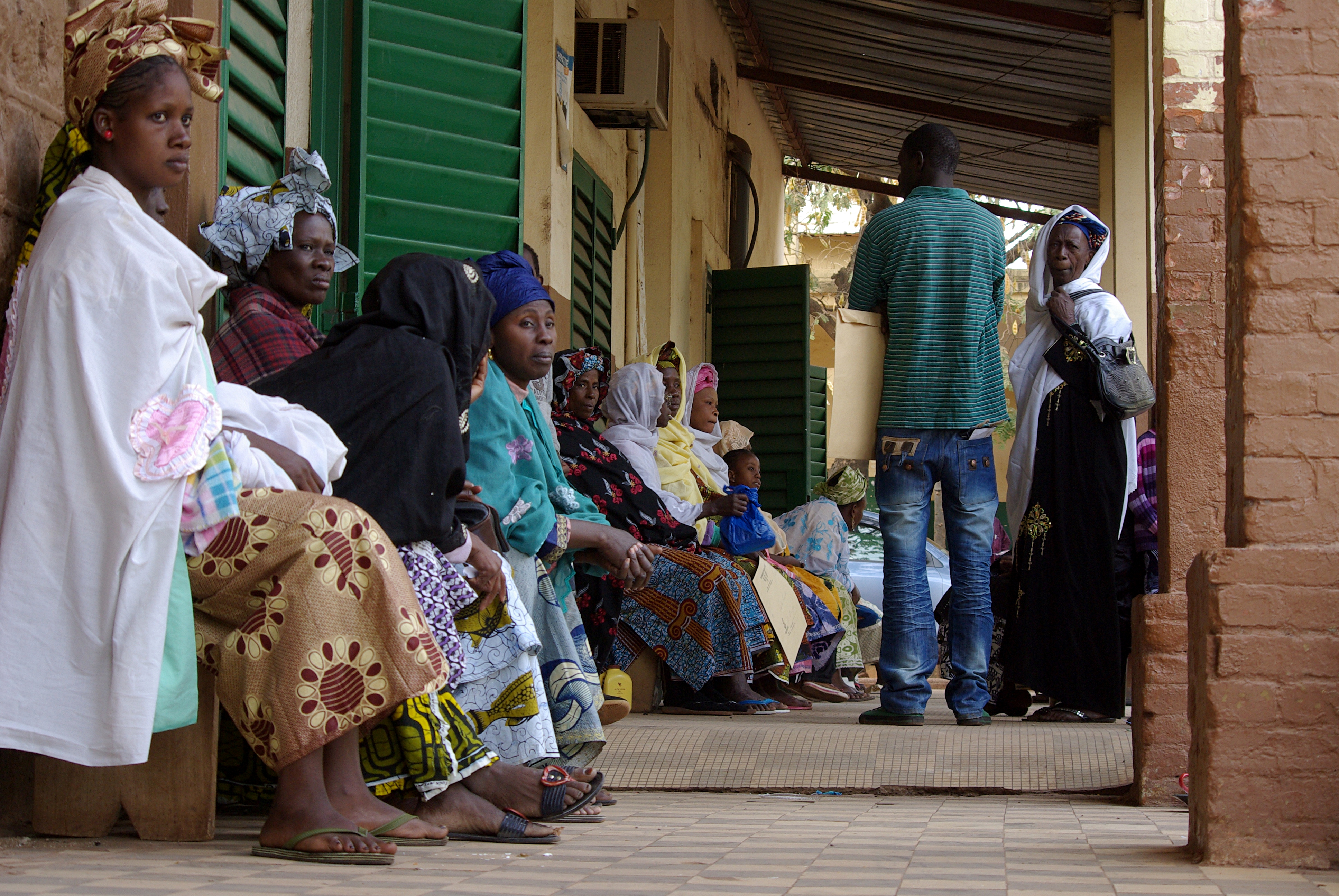
Consultation diabétique Hôpital de Bamako

- Consultation diabétique Hôpital de BamakoBesancon S, Sidibé AT, Nientao I. Décentralisation des soins du diabète au Mali, Un exemple de travail en réseau. Développement et Santé, Juillet 2009
- Besancon S, Sidibé AT, Nientao I. Adaptation des recommandations pour la prise en charge du diabète en Afrique. Développement et Santé, Juillet 2009
- Besancon S, Sidibé AT, Nientao I. Le diabète au Mali : aspects diététiques. Développement et Santé, Juillet 2009
- Besancon S, Sidibé AT, Nientao I, Sow DS. Comment a été développé le programme de prévention et de prise en charge spécifique du pied diabétique au Mali ?. Développement et Santé, Juillet 2009
- Beran D, Besançon S, Sidibé AT. Le diabète un nouvel enjeu de santé publique pour les pays en voie de développement : l’exemple du Mali. Médecine des maladies Métaboliques, Mars 2007
- Besançon S. L’Association Malienne de Lutte contre le Diabète. Diabetes voice, Volume 51 Numéro 3, Septembre 2006
- Beran D, Besançon S. Report of the International Insulin Foundation on the assessment protocol for insulin access in Mali, Décembre 2004

### Conférences
- Symposium international de Libreville sur le diabète (2014). Besançon S. “Apport des pairs éducateurs dans l’éducation thérapeutique des patients diabétiques au Mali”. Libreville, Gabon, 6 et 7 juin 2014
- Médecins sans frontières (MSF) International Diabetes Workshop (2014). Besançon S. “Management of diabetes in emergency contexts: a case study from Mali”. Genève, Suisse , 3 et 4 juin 2014
- Médecins sans frontières (MSF) International Diabetes Workshop (2014). Besançon S. “Advocacy and International network on diabetes management in Africa”. Genève, Suisse , 3 et 4 juin 2014
- 2nd African Diabetes Summit (2014). Besançon S., "Diabetes in war and conflicts" et "Emergencies and catastrophes" Yaounde, Cameroun, February 25th to 28th, 2014
- World Diabetes Congress (2013). Besançon S. "Peer educators structured educationnal intervention in type 2 diabetes - a randomised controlled trial in Mali". Melbourne, Australie, 2 au 6 décembre 2013
- Symposium international de Libreville sur le diabète (2013). Besançon S. Accès au traitement pour le diabète: problématique médico-économique et logistique. Libreville, Gabon, 7 et 8 juin 2013
- Congress of the french speaking society of diabetes (2013). Besançon S. Diabetes Africa : the end of a paradox. Montpellier international congress center. Montpellier, France, march 28, 2013
- Regional Forum on NCDs : "Integrated and evidence-informed approaches to tackling NCDs in the West African Sub-Region". Besançon S. Development of prevention and management of diabetes in Mali. West African Health Organization (WAHO). Ouagadougou, Burkina Faso, 20-21 November 2012,
- The African Diabetes Congress (1st Scientific Sessions). Besançon S. Role of nutrition in the prevention and management of diabetes : research and programs developed in Mali. Arusha International Congress Center. Arusha, Tanzania, 25th – 28th July, 2012.
- Symposium international de Libreville sur le diabète en Afrique. Besançon S. Méthodologie développée pour décentraliser les soins pour le diabète au Mali. Libreville, Gabon, 1er et 2 juin 2012
- Geneva Health Forum 2012. Besançon. S. State-NGO Partnership to Improve the Prevention and Management of Diabetes in Mali? Geneva (Suisse), April, 18-20 april 2012.
- Expert Meeting on Indigenous Peoples, Diabetes and Development. Besançon S. Diabetes Education & Nutrition in Mali, Improving Care Amongst the Tuareg Population. Copenhaguen, Danemark, 01 and 02 march 2012
- Therapeutic Patient Education: Issues and Perspectives. Besançon S. Developing the therapeutic education with limited resources: what Challenges ? The example of Mali. La Reunion, France, 24 février 2012
- Sommet Africain Francophone du Diabète (SAFDIA). Besançon S. Sidibe AT. Décentralisation des soins pour le diabète, l’exemple du Mali. Brazzaville, Congo, 27 au 29 octobre 2011
- Sustainability Leadership Programme – Cambridges university. Besançon S. Access to health and especially to drugs for diabetic patients, what perspective for the NGO Santé Diabète ? Copenhagen, Denmark, Wednesday 28th – Friday 30th September 2011
- Séminaires du centre collaborateur OMS sur la transition nutritionnelle et le développement (TRANSNUT). Besançon S.  Développement : des actions de recherches pour soutenir les activités de terrain et celles de plaidoyer. Centre TRANSNUT. Département de nutrition, Faculté de médecine Université de Montréal - 18 mai 2011
- WHO African Region Ministerial Consultation on Non communicable Diseases. Besançon S., Collaboration State - NGO to improve prevention and management of diabetes in Mali. Brazzaville, Congo, 4-6 April 2011
- Diabetes Leadership Forum Africa 2010. Besançon. S, Traore. N. M. Leveraging multi-stakeholder engagement in diabetes care. Johannesburg (Afrique du Sud), 30 septembre – 01 octobre 2010
- Social and Economic Impact of Diabetes International Expert Summit. Besançon. S. Panel expert: Economic impact of diabetes in Africa. Pékin (Chine), 13-14 novembre 2010.
- World Diabetes Congress. Nientao. I. Besançon. S. IDF Study on the Economic and Social Impact of Diabetes in Mali. Montréal (Canada), october 2009
- African Diabetes Congress. Besançon. S. Sidibe.A. Nientao. I. Nutritional management of diabetes in Africa a new hope. Nairobie (Kenya), 2007
- World Diabetes Congress. Besançon. S. Sidibe.A. T. Nientao. I. Nutritional management of diabetes in Africa the example of Mali.Cape Town (Afrique du Sud),  2006
- Symposium International sur le diabète. Besançon.S. How was the program developped « Towards an improved coverage of Diabetes Mellitus in Mali ». Manilles (Philippines). Avril 2006